# Ónodi vár
A Sajó mentén meghúzódó Ónod település legrégebbi történelmi műemléke a négy sarokbástyás, sok háborút túlélt végvára, az ónodi vár.

## Elhelyezkedése
A vár a falu és a Sajó között található; a településen áthaladó 3606-os útról a központban letérve, a Vár utcán érhető el. Egykor mocsaras környezetéből 5-6 méterre kiemelkedő kavicsos-homokos folyami eredetű teraszon fekszik. A környéken számos folyó és patak (Sajó, Hernád, Hejő, Szinva) húzódik, melyek a középkorban nehezen megközelíthetővé, jól védhetővé tették az árvízmentes kiemelkedésen épült erősséget. A vár a Sajó átkelőhelyét és a kelet felé tartó fontos utakat védelmezte.

## Története

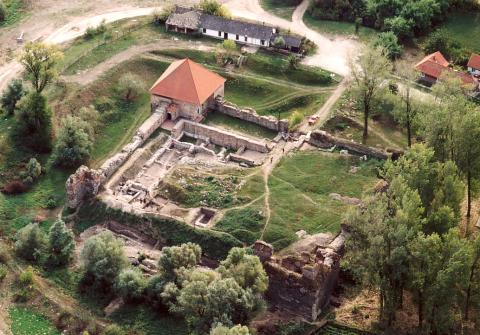
Ónod várának romjai

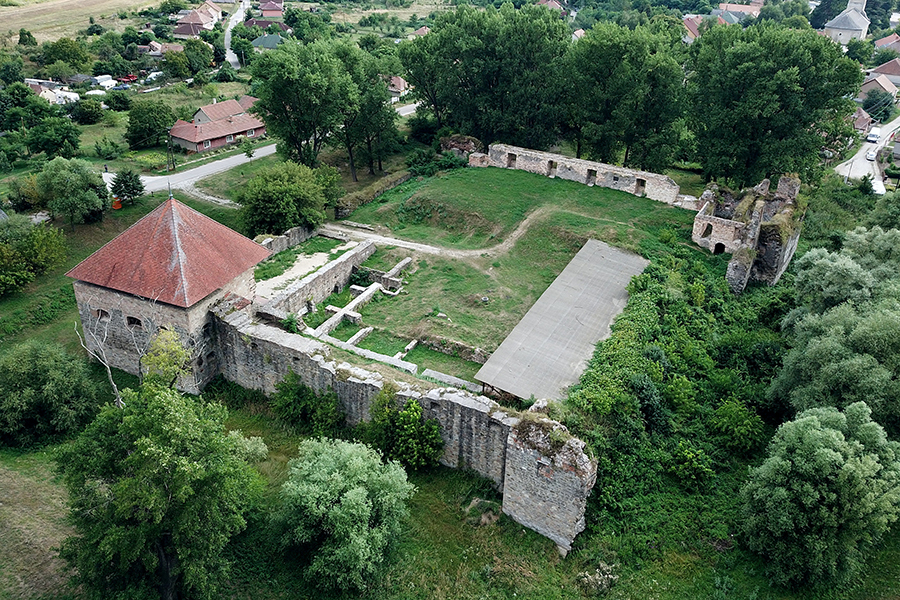
Ónodi vár légi fotón

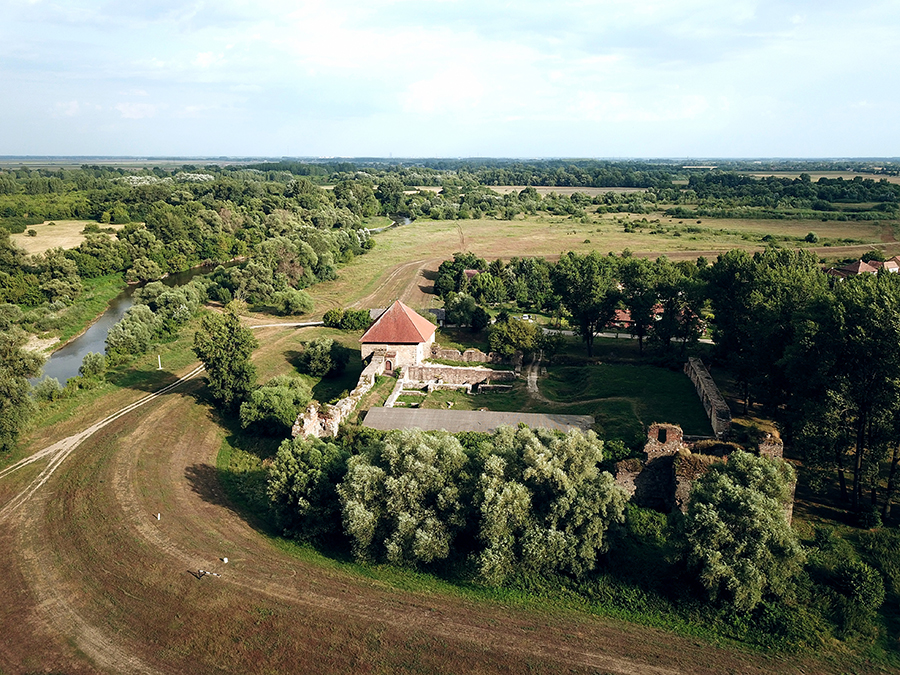
Ónodi vár légi felvételen

A legkorábbi oklevelek tanúsága szerint 1350 körül itt birtokos Czudar főnemesi család tagjai vették körbe erős kőfallal a helybeli plébániatemplomot, hogy abból uradalmi birtokközpontot létesítsenek. A építkezést királyi engedély nélkül kezdte meg Bulchidi Domokos fia, Czudar Péter. Az ő fiai, Simon és Jakab már engedélyt is szereztek Zsigmond királytól. 1413-ra biztosan elkészült, ekkor említik először oklevelek.
A Czudar család férfiágon való kihalása után Hunyadi Mátyás király 1470-ben a Rozgonyi Jánosnak és fiainak adományozta a környező jobbágyfalvakat összefogó várbirtokot.
1508-ban II. Ulászló királynéi várnak nyilvánította, majd 7000 forintért elzálogosította Tótselymesi Tarcai János ispánnak és fiainak, majd 1511-ben eladta 13000 forintért Ákosházi Sárkány Ambrus pozsonyi főispánnak. Tőle 1514-ben enyingi Török Imre vette meg, aki 1516-ban elcserélte azt Perényi Péter abaúji főispánnal más birtokokért.
A XVI. század fordulópontot jelentett Ónod lakóinak életében, ekkor ugyanis az egyre súlyosbodó török rablótámadások kivédésére a tulajdonos Perényi család – az itáliai Alessandro Vedani hadmérnök tervei szerint – ágyúbástyákkal ellátott erős végvárrá formálta át a már meglévő várat. Erre a két török ostrom miatt is szükség volt (1561, 1582). 1585-ben Báthori István örökölte, majd tőle Losonczy Anna szerezte meg.
A Habsburg hadvezetés által kialakított végvárrendszer első sorába 1596 után lépett, amikor a török szultáni sereg sikeresen megostromolta Eger várát, így a továbbiakban az ónodi katonaságra hárult a Sajó völgyének védelme. 
1602-ben az országgyűlés végvárra nyilvánította és elrendelte felújítását. Ezután felsővadászi Rákóczi Zsigmond vásárolta meg.
Az egri és szolnoki törökök 1639 október 10-én váratlanul rajtaütöttek a palánkfallal övezett mezővároson, majd megostromolták a négyszögletű kővárat: a palánkot szétrombolták, a várat felgyújtották, miközben kiszabadították az ott őrzött török foglyokat. 
A romokat ezután Lorántffy Zsuzsanna 2000 forintos hozzájárulásával Keglovich Miklós kapitány építette újjá. A várat fapalánkkal övezték és kiegészítették egy huszárvárral, így jelentős helyőrség, 400 gyalogos és 500 lovas állomásozhatott benne.
A XVII. század végén kibontakozott kuruc felkelésben többször is gazdát cserélt a katonai szempontból már gyengének számító végvár. 1670-ben I. Rákóczi Ferenc katonái foglalták el, akiktől 1671-ben vette vissza Spandau császári tábornok. 1672-ben a kurucok ismét felgyújtották. A budai pasa és szövetségese, Thököly Imre 1682-ben foglalták el, majd Thököly elrendelte kijavítását. 1685-ben a császári hadsereg újra elfoglalta, 1688-ban török segítséggel ismét Thököly foglalta el, majd felgyújtatta. A várnak katonai szerepe ezután nem volt.
Végzetét 1688-ban a kurucokkal szövetséges, de egyébként mindenfelé rabló, fosztogató krími tatár lovasok okozták, akik felgyújtották az épületeit.
A hegyaljai felkelés során a kurucok kétszer is megpróbálták elfoglalni Ónodot, ám mindkétszer súlyos vereséget szenvedtek. Ide érkezett a császári erősítés is Vaudemont és Corbelli vezetésével. Vaudemont Ónodról indult Tokaj és Patak elfoglalására.
1701-ben egy összeírás "puszta-vár"-ként említi. A Rákóczi-szabadságharc idején, 1707-ben tartott ónodi országgyűlést a Sajó áradása miatt nem a várban, hanem a sajó-körömi mezőn (ami nem azonos a mai Köröm faluval) nyitották meg.  Ezen az országgyűlésen mondták ki többek között a Habsburg-ház trónfosztását.
A rommá vált ónodi várat rövid ideig gabonaraktárnak használták a helyi lakosok, majd az erődítményt fokozatosan lebontották. A gróf Török család köveinek felhasználásával emelt a faluban kastélyt, majd a római katolikus templom építéséhez használták fel. A kőbányászatot csak a 19. század közepén tiltották meg.
Nagyban hozzájárult pusztulásához a Sajó is, melynek 1845-ös és 1855-ös árvizei a falakat alámosták, gyengítették.

## Feltárása
Végső pusztulását az 1985-ben elkezdődő, majd kisebb-nagyobb szünetekkel folytatódó régészeti feltárás és helyreállítás állította meg. Ennek során a délkeleti bástyát és a hozzá kapcsolódó falszakaszokat újjáépítették, a bástyában kiállítást rendeztek be.
A vár a Nemzeti Várprogram harmadik ütemének helyszíne. Felújítását 2017/2018-tól kezdődően tervezik.

## Leírása
Az ónodi vár alaprajza egy tállyai építőmester 1662-es rajza és egy Karlsruheban talált hadmérnöki rajz alapján ismert.
A vár alaprajza négyszögletes, sarkain egy-egy ó-olaszbástyával. A négyzet oldalainak hossza 70x70 méter. Bejárata a déli oldalon található. A helyreállított délkeleti bástyán kívül a falak és bástyák alapjai, helyenként több méter magas szakaszai maradtak fent.

## Képgaléria

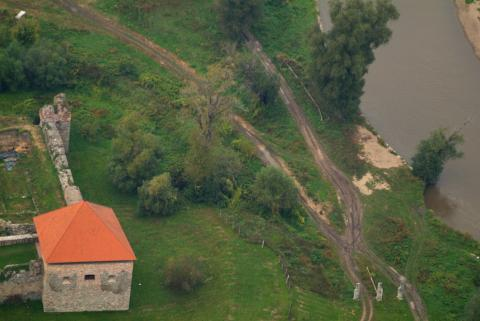
Ónod és a Sajó
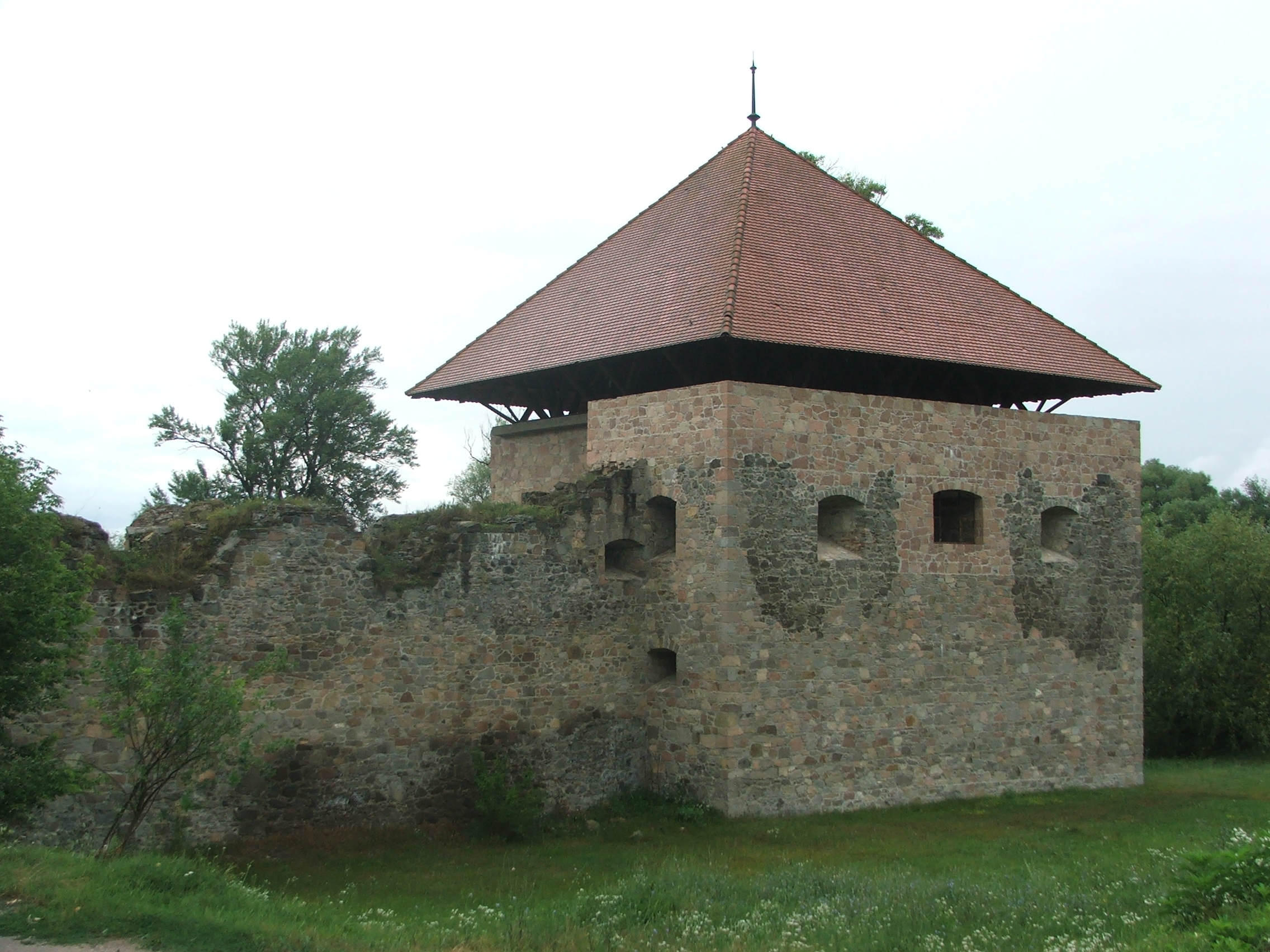
Ónod, vár, bástya, kívülről
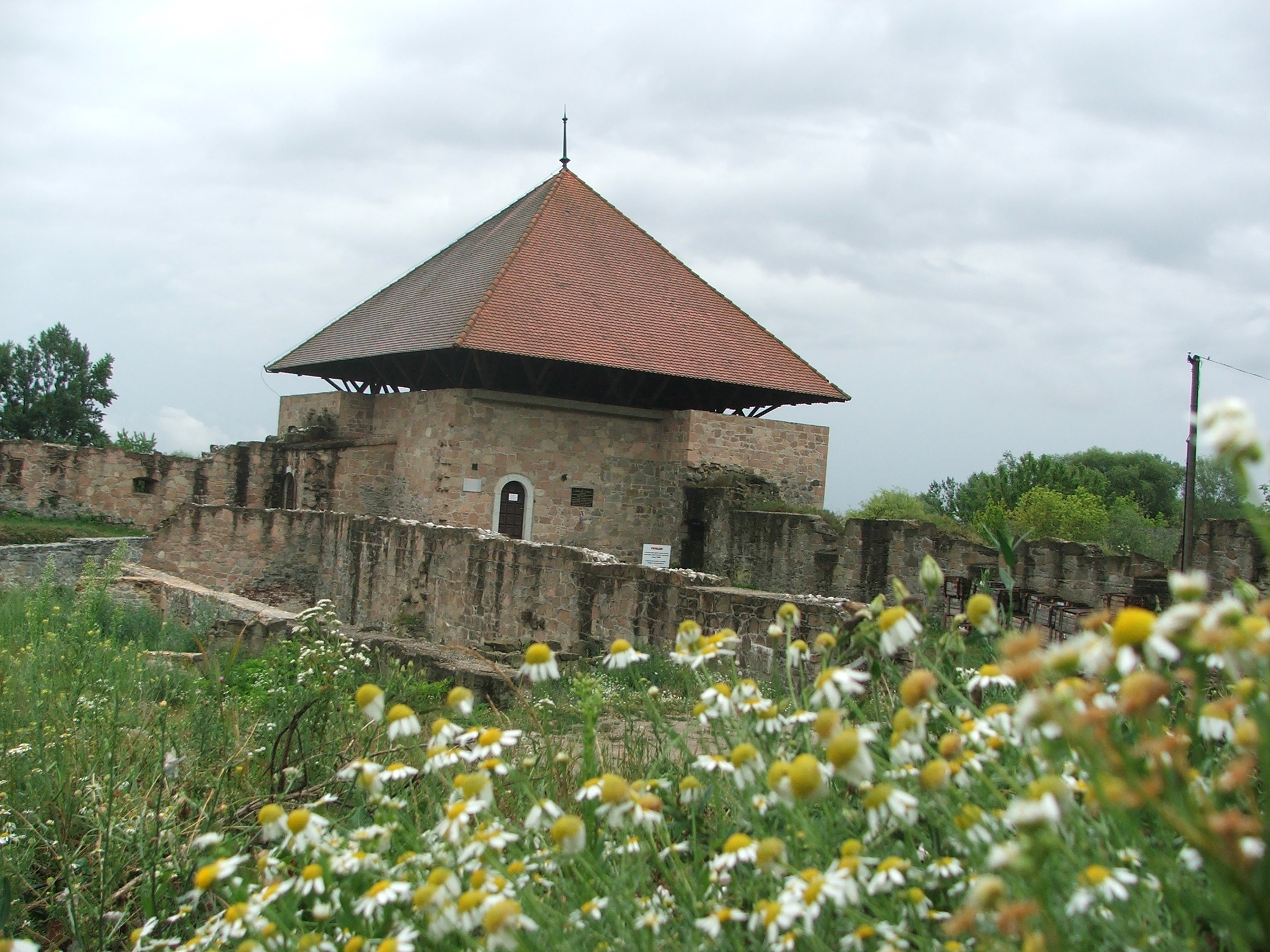
Ónod, vár, bástya, udvarról

## Külső hivatkozások
- Ónod vára 3D-ben
- Ónod honlapja